# Eremotherium
Eremotherium is een geslacht van uitgestorven zoogdieren en een bekende vertegenwoordiger van de grondluiaards. Er zijn inmiddels drie soorten uit het geslacht Eremotherium bekend. E. laurillardi, E. eomigrans en E. sefvei. Alle soorten leefden tijdens het Plio-Pleistoceen.

## Beschrijving
De best bekende soort is Eremotherium laurillardi, die in Centraal-Amerika en de zuidelijke Verenigde Staten leefde. Deze soort kon meer dan zes meter lang worden, had een gewicht van vier ton en een heuphoogte van circa twee meter. Hiermee was het de grootste grondluiaard ooit, groter zelfs dan de Argentijnse Megatherium. Wanneer deze grondluiaard op de achterpoten ging staan, was Eremotherium even hoog als een giraffe. De klauwen aan de voorpoten waren vijftig centimeter lang. Het dier had een kleine kop en Eremotherium leefde op de graslanden.

## Fossielen
Fossielen van Eremotherium zijn onder andere gevonden in:
- Bolivia
- Costa Rica
- Chatham County, Georgia
- Berkeley County, South Carolina
- Espírito Santo, Brazilië
- Pedra Preta, Brazilië
- El Salvador
- Guatemala
- Nicaragua
- Panama
- Tarapoto, Peru
- Rio Canas, Ecuador
- Mene de Inciarte, Venezuela
- Cueva del Zumbador, Falcon, Venezuela